# Duna TV
Duna Televízió, TV-kanal i Ungern.
Ägare: Hungária Television Foundation. Duna Television startade reguljära sändningar 24 december 1992.